# Christmas Spirit...In My House
Christmas Spirit...In My House è l'unico EP solista di Joey Ramone, edito da Sanctuary Records nel dicembre del 2002.

## Tracce
1. Christmas (Baby Please Come Home) - 3:26 (Jeff Barry - Ellie Greenwich - Phil Spector)
2. Merry Christmas (I Don't Want to Fight Tonight) - 4:26
3. Spirit in My House - 2:02 (Joey Ramone)
4. Don't Worry About Me - 3:56 (Joey Ramone)
5. What a Wonderful World - 2:23 (Joey Ramone - Robert Thiele, Jr. - George David Weiss)

## Formazione[2]
- Frank Funaro - batteria
- Steve Jordan - batteria
- Andy Korn - percussione
- Mickey Leigh - basso, chitarra e voce d'accompagnamento
- Tommy Mandel - tastiera
- Joe McGinty - tastiera
- Howie Pyro - basso
- Joey Ramone - voce
- Daniel Rey - chitarra
- Danny Sage - chitarra
- Andy Shernoff - basso
- Ronnie Spector - voce d'accompagnamento
- Michael Wildwood - batteria